# On Every Street
On Every Street è il sesto e ultimo album in studio del gruppo rock britannico Dire Straits, pubblicato nel 1991.
Si stima che abbia venduto circa 15 milioni di copie in tutto il mondo (fonte: "My Life in Dire Straits", di John Illsley). Fu l'ultimo album di inediti pubblicato dal gruppo, prima del definitivo scioglimento e dell'inizio della carriera solista del leader Mark Knopfler.

## Descrizione
Le sonorità di quest'album abbandonano parzialmente quel rock'n'roll classico caratterizzato da una chitarra molto pulita che si era vista nei precedenti album, abbracciando invece suoni leggermente più distorti. Gran parte dei pezzi sono chiaramente influenzati dal rock-country americano classico e quello anni '80, un pezzo blues e un rockabilly molto raffinato e un pezzo rock-country molto innovativo.
In seguito alla pubblicazione, la band inizia un lungo tour (l'ultimo dei Dire Straits) che terminerà nell’ottobre del 1992; alcune date del concerto vennero registrate e inserite nell'album live On The Night pubblicato nel 1993.
On Every Street è stato pubblicato a distanza di sei anni dal penultimo album Brothers in Arms del 1985; pur non eguagliando il record di vendite ottenuto con il precedente disco,  l'album raccoglie un ottimo successo e raggiunge la prima posizione nel Regno Unito, in Italia, Francia, Australia, Svizzera (per 2 settimane), Austria (per 4 settimane), Paesi Bassi (per 10 settimane), Svezia, Norvegia (per 2 settimane) e Nuova Zelanda.

## I brani

### On Every Street
La title track – costantemente riproposta nei concerti del 1991-1992 con un riarrangiamento della lunga coda strumentale – rappresenta uno dei brani più significativi dell'album; il testo riflette le considerazioni amare di un uomo esasperato dalla solitudine e impegnato nella difficile ricerca dell'anima gemella.

### Fade to Black
Il tono introspettivo e malinconico del brano – connotato da marcate tinte blues – enfatizza lo stato d'animo del narratore, profondamente deluso e ferito dall'atteggiamento spregiudicato della figura femminile che viene ritratta nei versi iniziali della canzone.

### The Bug
Nel brano The Bug, l'andamento allegro della musica – che presenta evidenti ascendenze rockabilly e country rock – accompagna un testo che con ironia invita a riflettere sulla precarietà dell'esistenza e la mutevolezza delle vicende umane. La canzone è stata suonata dal vivo nel corso dell'On Every Street World Tour.

### Iron Hand
Il brano folk rock Iron Hand si configura come un'autentica canzone di protesta riferita all'episodio dello sciopero dei minatori inglesi del 1989, che venne represso con violenza dalla polizia; pur senza citarla esplicitamente, il testo manifesta una forte critica all'operato del primo ministro Margaret Thatcher, soprannominata «the Iron Lady» (da cui il titolo del brano).

### Ticket to Heaven
Ticket to Heaven denuncia l'ipocrisia di certi predicatori religiosi, apparentemente dediti al lusso più che alla spiritualità.

### My Parties
Si tratta di un altro testo sarcastico, simile nei toni a Heavy Fuel, che prende di mira la superficialità di chi si cura solamente delle apparenze e del benessere materiale.

### Planet of New Orleans
Sotto il profilo compositivo è uno dei brani più ambiziosi dell'album, essendo costruito intorno a un dialogo articolato fra la Pensa-Suhr di Mark Knopfler, la pedal steel guitar di Paul Franklin e il sassofono di Chris White. Il testo, invero piuttosto ermetico, esprime il rimpianto e la sofferenza dell'io lirico per la fine di un amore; come si desume dal titolo, la vicenda è ambientata a New Orleans.

### How Long
Il disco si conclude con il country rock di How Long.

## Accoglienza critica
| Recensione    | Giudizio |
| ------------- | -------- |
| AllMusic      |          |
| Rolling Stone |          |

Pubblicato più di sei anni dopo il grande successo internazionale di Brothers in Arms, il disco secondo la critica rispettò solo in parte le aspettative. Nella recensione retrospettiva per AllMusic, William Ruhlmann ha dato all'album un giudizio poco positivo di due stelle su cinque, definendolo «una delusione» e «non il ritorno che ci si aspettava».
Nella sua recensione per la rivista Rolling Stone, Don McLeese scrisse che «Knopfler ha realizzato un album che si colloca a metà strada tra una radicale reinvenzione dei Dire Straits e l'ulteriore continuum del mega-platino Brothers in Arms». Il critico notò che «mentre il materiale più accessibile offre i maggiori piaceri musicali, alcuni dei pezzi più lunghi sembrano semplici esercizi di stile». Concluse che l'album «riconferma che Knopfler è un chitarrista impeccabile, un musicista di gusto squisito - ma in parte dimostra che l'impeccabilità nel rock è spesso una virtù minore e il buon gusto è un percorso scorrevole verso la noia».

## Tracce
Testi e musiche di Mark Knopfler.
1. Calling Elvis – 6:27
2. On Every Street – 5:04
3. When It Comes to You – 5:01
4. Fade to Black – 3:50
5. The Bug – 4:16
6. You and Your Friend – 6:00
7. Heavy Fuel – 5:01
8. Iron Hand – 3:10
9. Ticket to Heaven – 4:25
10. My Parties – 5:32
11. Planet of New Orleans – 7:50
12. How Long – 3:50

## Formazione

### Dire Straits
- Mark Knopfler - voce, chitarra
- John Illsley - basso
- Alan Clark - tastiere
- Guy Fletcher - tastiere, cori

### Altri musicisti
- Jeff Porcaro - batteria
- Manu Katché - batteria, percussioni
- Vince Gill, Phil Palmer - chitarra, cori
- Paul Franklin - pedal steel guitar
- Danny Cummings - percussioni
- Chris White - sassofono e flauto

## Classifiche

### Classifiche settimanali
| Classifica (1991-2021) | Posizione massima |
| ---------------------- | ----------------- |
| Australia              | 1                 |
| Austria                | 1                 |
| Canada                 | 3                 |
| Europa                 | 1                 |
| Finlandia              | 1                 |
| Francia                | 1                 |
| Germania               | 1                 |
| Grecia                 | 6                 |
| Italia                 | 1                 |
| Norvegia               | 1                 |
| Nuova Zelanda          | 1                 |
| Paesi Bassi            | 1                 |
| Regno Unito            | 1                 |
| Spagna                 | 1                 |
| Stati Uniti            | 12                |
| Svezia                 | 1                 |
| Svizzera               | 1                 |

### Classifiche di fine anno
| Classifica (1991) | Posizione |
| ----------------- | --------- |
| Australia         | 25        |
| Austria           | 15        |
| Canada            | 20        |
| Francia           | 5         |
| Germania          | 12        |
| Italia            | 10        |
| Nuova Zelanda     | 26        |
| Paesi Bassi       | 1         |
| Regno Unito       | 14        |
| Spagna            | 7         |
| Svizzera          | 36        |